# Аршак I (царь Армении)
Аршак I (арм. Արշակ; убит в 35 году) — царь Великой Армении в 35 году.

## Биография
Происходил из династии Аршакидов. Сын Артабана III, царя Парфии. Родился и воспитывался при царском дворе. О молодых годах мало сведений. В 35 году после смерти армянского царя Арташеса III Аршак занял трон Великой Армении.
Аршак I пытался заручиться римской поддержкой для сохранения власти, но римский император Тиберий решил посадить на трон своего кандидата. Он оказал поддержку Митридату, брату Фарсмана I, царя Иберии, который сверг Аршака I и стал царём Великой Армении. Аршака I отравили собственные слуги.